# Седьмой канал (Израиль)
Седьмой канал (ивр. ערוץ 7‎ «Аруц Шева») — израильская радиостанция и новостной сайт на иврите, английском, испанском, французском и русском языках.
Начал работу в 1988 году как пиратская оффшорная радиостанция, вещавшая из нейтральных вод на израильских радиочастотах. В феврале 1999 года Кнессет принял закон, легализирующий её работу и освобождающий от ответственности её руководство за нелегальное вещание в прошлом. Однако это решение было оспорено левыми организациями, в результате чего в марте 2002 года Верховный суд (БАГАЦ) аннулировал принятый Кнессетом закон. В конце 2003 года, согласно решению суда, руководители и работники радиостанции были приговорены к небольшим срокам заключения и штрафам за нелегальное вещание в период с 1995 по 1998 годы, и прекратили радиовещание, переведя его в интернет. В последующем они были помилованы президентом Израиля.
В 2007 году группа, включающая бывших сотрудников «Седьмого канала», выиграла конкурс на создание новой радиостанции. В феврале 2010 года, после того, как БАГАЦ отклонил несколько апелляций от противников канала, радиостанция вышла в эфир под названием «Галей Исраэль».

## История
«Седьмой канал» начал работу в 1988 году как пиратская оффшорная радиостанция, вещавшая из нейтральных вод на израильских радиочастотах, — как альтернатива некорректному, по мнению её создателей, освещению событий в стране легальными радиостанциями.
Прототипом для «Седьмого канала» стала пиратская оффшорная радиостанция «Голос Мира», вещавшая из нейтральных вод вблизи Тель-Авива в течение 20 лет с мая 1973 по ноябрь 1993 года. За все годы её вещания никаких санкций со стороны государственных израильских служб в отношении этой радиостанции предпринято не было. Более того, представители левого лагеря предпринимали усилия по её легализации, приводя в качестве аргументов наличие аудитории и коммерческий успех этой радиостанции в течение нескольких лет.
По мнению редакции газеты Jerusalem Post, радиостанция «Голос Мира» не получила лицензию на вещание только из-за личных и финансовых проблем её руководителя Эйби Натана.
Сам Натан несколько раз подвергался тюремному заключению за нарушение действовавшего до 1993 года «Закона о запрещении контактов с враждебными государствами и Организацией освобождения Палестины (ООП)». В 1993 году, после заключения «Соглашений в Осло», Натан решил прекратить деятельность радиостанции. В июле 1994 года он передал её передатчик мощностью 25 кВт радиостанции «Голос Палестины» в Иерихо.
Основателями радиостанции «Седьмой канал» стали супруги Шуламит и Залман Меламед (руководитель иешивы в Бейт-Эле), Яков («Кацеле») Кац и Йоэль Цур. После решения многих организационных и финансовых вопросов, в Греции был закуплен корабль, получивший новое имя «Эрец ха-Цви».
В октябре 1988 года новая радиостанция вышла в эфир, а уже в декабре 1989 года, согласно опросу слушателей, проведенному институтом Телесекер, «Седьмой канал» приблизился по рейтингу к радио Решет Бет и обошёл «Голос мира».
В 1992 году было принято решение о создании новостного отдела канала, который до этого транслировал только еврейскую музыку. Основал отдел Хагай Сегаль и в нём насчитывалось до 15 журналистов. Согласно Сегалю израильские СМИ того времени «были похожими, как военный парад», а инициатива канала конкурировать с государственными СМИ напоминала «объявление мышами войны стаду слонов».
До 1993 года радиостанции «Седьмой канал» и «Голос мира» вели вещание параллельно. Уже после того, как «Голос мира» прекратил своё вещание, было принято решение правительства о расширении границы территориальных вод Израиля с 6 до 12 миль, что привело к значительному ослаблению мощности сигнала, достигающего района Иерусалима.
31 июля 1995 года (каденция правительства Ицхака Рабина — «Авода»), на корабле «Седьмого канала», находившемся в порту Ашдода для проведения заранее объявленных ремонтных работ с прекращением вещания, был проведен рейд полиции. В числе прочего, было конфисковано оборудование для вещания. Рейд стал результатом принятых Кнессетом законов, запрещающих деятельность нелицензионных радио и телестанций. Пресс-секретарь правительства заявил, что если бы вещание радио «Голос мира», продолжалось в 1995 году, она бы тоже подверглась подобным санкциям. Рейд вызвал возмущение депутатов Кнессета — как среди сторонников «Седьмого канала», так и среди его критиков. Лидер оппозиции Нетаниягу (Ликуд) посетил корабль, его визит был показан всеми СМИ. После рейда станция получила многочисленные предложения о помощи, были закуплены новые передатчики, и 7 августа 1995 года вещание было возобновлено.
После того, как в 1996 году к власти пришло правительство Ликуда во главе с Биньямином Нетаниягу, была назначена комиссия Пеледа, рекомендовавшая в июне 1997 года ослабить "жесткий контроль, осуществляемый правительством над радио и телевещанием. Комиссия исходила, в частности, из того, что современные цифровые технологии снимают технические ограничения на количество радиостанций и позволяют вести вещание более чем 150 станциям одновременно.
В феврале 1999 года Кнессет принял закон, легализировавший работу «Седьмого Канала» и освобождающий от ответственности её руководство за нелегальное вешание в прошлом. Однако депутаты Кнессета Эйтан Кабель (Авода) и Хаим Орон (Мерец) подали заявление в Верховный суд с просьбой отменить этот закон.
Председатель партии Мерец Йоси Сарид назвал принятие закона «типичным для поселенцев столкновением с законом». Представитель Палестинской администрации (ПНА) Саиб Арикат назвал решение Кнессета «опасным и способствующим террору против ПНА».
В марте 2002 года БАГАЦ отменил принятый Кнессетом закон, а в октябре 2003 года кабинет Ариэля Шарона (Ликуд) по инициативе министра юстиции Томи Лапида (Шинуй) 11 голосами против 6 принял решение по правительственному законопроекту о расширении полномочий полиции и запрете на рекламу для нелицензионных (пиратских) радиостанций. Против решения были министры Узи Ландау, Исраэль Кац (Ликуд), Эфи Эйтам, Звулун Орлев (Мафдал), Авигдор Либерман и замминистра Цви Гендель («Ихуд Леуми (Национальное единство)»). В ходе заседания Лапид заявил: «Мы не позволим представителям религиозного правого лагеря использовать общественные ресурсы (радиочастоты) и издеваться над законом». Кроме того, он обвинил радио «Седьмой канал» в создании помех движению самолётов, сказав, что «кровь потенциальных жертв авиакатастрофы будет на руках тех, кто выступает против его предложения». В ответ министры Либерман и Эйтам обвинили Лапида в «словесном терроризме» и в «попытке ликвидировать радиостанции, вещание которых не совпадает с его политическими воззрениями.».
В ходе последующего обсуждения закона в Кнессете депутат от партии «Национальное единство» предложил передать «Седьмому каналу» одну из частот, отданные каналам ПНА после «Соглашений в Осло», которые «используются ею для антисемитской пропаганды и подстрекательства.».
20 октября 2003 года Иерусалимский мировой суд принял решение по иску, поданному в 1998 году прокуратурой после жалоб представителей левого лагеря, и признал виновными членов руководства, журналистов и технических работников радиостанции в нелегальном вещании в период с 1995 по 1998 годы. 29 декабря 2003 года они были приговорены к различным (до 6 месяцев и 6 месяцев условно) срокам тюремного заключения, исправительным работам и крупным денежным штрафам за нелегальное вещание в период с 1995 по 1998 годы. Тюремное заключение могло быть заменено исправительными работами. Компании «Аруц шева» и «Эрец ха-цви» были оштрафованы на 150 тысяч шекелей каждая. По определению суда руководителей радиостанции обвинили в нарушении «телеграфного закона», установленного ещё во времена британского мандата. В последующем президент Израиля Моше Кацав помиловал осужденных по этому делу.
В соответствии с решением суда, радиотрансляция «Седьмого канала» была прекращена 20 октября 2003 года. Передачи канала были продолжены в интернете и по телефону.
Закрытие «Седьмого канала» вызвало бурную полемику в стране. Сотни тысяч его регулярных слушателей — как считавшие, что официально признанные радиостанции «Коль Исраэль» и «Галей Цахаль» неадекватно представляют их взгляды, так и те, кто хотел услышать альтернативный источник информации, остались без него.

## Закрытие «Седьмого канала» и свобода слова
Многие источники считают, что закрытие радиостанции «Седьмой канал» сильно повлияло на состояние свободы слова в Израиле. Согласно статье Идо Пората и его соавтора, те, кто возлагал на государственное радио не просто роль рядового игрока на рынке идей, а носителя объединяющих общество идеалов, видели в «Седьмом канале» национальную идеологическую радиостанцию, угрожавшую патернализму госрадио. Они полагали, что госрадио так же необходимо для функционирования израильской демократии, как полиция или судебная система. Их оппоненты утверждали, что демократии угрожают отсутствие плюрализма, монополия государства на новостные передачи и уклон госрадио влево.
Доктор Ицхак Клайн сказал в интервью, что прекращение вещания «Седьмого канала» вызывает тревогу, так как речь идёт о свободе слова: «Под угрозу поставлены ценности свободного общества, которые Государство Израиль должно беречь, чтобы передать следующим поколениям». Эли Поллак и Исраэль Мейдад отметили в своей статье, что «Закон о беспроволочном телеграфе» был просто поводом для того, чтобы прикрыть независимый источник новостей, а истинной проблемой является нарушение свободы слова.
Когда в 1999 году законодатель принял поправку к «Закону о Безеке», позволившую легализовать вещание «Седьмого канала», против него были поданы иски в Верховный суд с требованием отменить новый закон. Речь шла о закрытии СМИ, так как в условиях полицейских рейдов против радиостанции, судебного преследования и готовившегося законопроекта против пиратских вещателей отсутствие легализации могло означать только закрытие станции. Верховный суд отменил принятый Кнессетом закон, установив, что он противоречит Основному закону о свободе деятельности. В этом решении суда никто даже не упомянул о свободе слова.
Закрытие «Седьмого канала» после рекомендации комиссии Пеледа об «открытом эфире» и легализации работы радиостанции Кнессетом потрясло многих граждан страны. Лауреат Нобелевской премии Исраэль Ауман, воспитывавшийся в США и называющий себя горячим сторонником свободы слова, высказал своё мнение об этом событии такими словами: «То, что произошло, является тёмным пятном на нашей демократии. Не позволить Седьмому каналу существовать в качестве радиостанции — это позор. Были разные отговорки, но правда заключается том, что канал считался идеологически неприемлемым». (Мнения израильских редакторов и журналистов о закрытии радиостанции приведены в следующем разделе.)
Накануне закрытия «Седьмой канал» был хотя и пиратской (не по своей воле), но крупной оппозиционной радиостанцией. С её закрытием, по данным Института экономики переходного периода, радио-рынок Израиля в корне изменился: если прежде в нём была одна такая радиостанция, то после закрытия «Седьмого канала» рынок остался без оппозиционных радиостанций. Институт также отметил, что на рынке вещательных СМИ «монополия поддерживается путём прямого запрета создания независимых каналов на основании решения Верховного суда, законодательно закрепленного последним составом Кнессета».

## Журналисты и редакторы о закрытии канала
Министр юстиции Йосеф (Томи) Лапид (сам пришедший в политику из журналистики), принял активное участие в закрытии «Седьмого канала». Однако многие журналисты и редакторы сочли закрытие канала наступлением на свободу слова и борьбой с инакомыслием в стране.
Главный редактор газеты «Маарив» Амнон Данкнер предложил найти законный путь, чтобы обеспечить вещание «Седьмого канала». Он объяснил свою позицию тем, что «экзамен на демократию выдерживают, не только защищая права тех, кто согласен с тобой, но и тех, кто думает иначе».
Журналист Первого израильского телеканала и Коль Исраэль Яаков Ахимеир сказал по поводу закрытия радиоканала, что каким бы ни было решение суда, все граждане Израиля должны соблюдать его.
Исраэль Харель, публицист и бывший редактор журнала "Некуда», сказал, что основатели «Седьмого канала» дали право голоса тем, кто раньше не имел свою трибуну, и для многих радиослушателей канал стал их «духовным домом». Он также предупредил, что процесс закрытия канала «выглядит искоренением, которое может завершиться ликвидацией настоящих домов».
Главный редактор газеты «Ха-Цофе» Гонен Гинат особо резко критиковал «агрессивное затыкание ртов под прикрытием защиты закона». Согласно его мнению, «в эфире почти безраздельно господствуют голоса левых, а „Седьмой канал“ заставили замолчать, потому что он был непохожим на другие каналы».
Журналистка Шели Яхимович, позже ставшая депутатом Кнессета от партии «Авода», обратила внимание на то, что сто тридцать других действующих пиратских радиостанций, а также вещавший в прошлом «Голос мира» не преследовались так, как «Седьмой канал». Шели Яхимович отметила, что даже с точки зрения конкуренции у радиостанции было право на существование. Она объяснила это тем, что читатели закрывшихся в прошлом газет могли найти им замену, однако у сотен тысяч радиослушателей «Седьмого канала», согласно мнению Яхимович, нет альтернативного радио.
Журналист Второго и Десятого израильских телеканалов Аври Гилад рассказал о своих противоречивых чувствах в связи с закрытием канала. С одной стороны, он был рад, что нарушитель закона получил по заслугам, с другой — сожалел о том, что для важной, с его точки зрения, трибуны не нашлось места в эфире, который является всеобщим достоянием.
Гидеон Райхер, журналист, в 2008 году присоединившийся к партии «Гиль» («Партии пенсионеров»), подчеркнул, что все предыдущие правительства Израиля не прекращали или даже поддерживали вещание радиоканала, — понимая, что нельзя закрыть рты инакомыслящим: «Может быть, настало время позволить всем желающим — с определёнными ограничениями, как это принято в цивилизованных странах — говорить или вещать „на каждом холме и под каждым зелёным деревом“. Ведь мы единственная демократия на Ближнем Востоке».
Публицист и адвокат Надав Хаэцни сказал, что «Седьмой канал» предпринял попытку дать ответ на тенденциозность израильской прессы, «принимающую грубую и опасную форму», и поставить на повестку дня общества темы, которые не поднимали другие СМИ.

## Последующие события
По состоянию на 2004 год, закон позволял частным радиостанциям вещать только в местном формате, в то время как общенациональные радиостанции и право на выпуск новостных блоков остались в руках «Коль Исраэль» и «Галей ЦАХАЛ».
В марте 2007 года Министерство связи Израиля «после долгой волокиты» объявило конкурс на создание двух секторальных радиостанций — «одна — для религиозных евреев восточного происхождения (сефардов), другая — для еврейских жителей Иудеи и Самарии и их единомышленников».
В октябре 2007 года организация «Гуш Шалом» обратилась в Верховный суд с иском «отменить объявленный министерством связи конкурс на создание радиоканала для трансляции на территории Иудеи и Самарии». Иск был отклонен 14 ноября того же года.
В январе 2008 года конкурсная комиссия «Второго управления телерадиовещания» «приняла решение предоставить группе „Радио Иудеи и Самарии“ („Радио-ЙоШ“) лицензию на создание радиоканала», но леворадикальные организации «Шалом Ахшав» и «Гуш Шалом» сразу после решения подали очередную апелляцию в Верховный суд, утверждая, что предоставление лицензии «Радио-ЙоШ» является «призом правым экстремистам „Аруц-7“ за многолетнее нарушение закона о радиовещании».
В конечном счете, и эта апелляция не была принята, и в феврале 2010 года радиостанция под названием «Галей Исраэль» вышла в эфир на волнах 106.5 и 102.5 FM, а затем и на 89.3 FM.
С середины 2011 года ссылка с основного интернет-сайта «Аруц Шева» на его страницу на русском языке была изменена. Некоторое время существовали две русскоязычные версии «Седьмого канала» : основная — «Israel7-новости-еврейский формат». Израиль7. Архивировано 17 декабря 2011 года. и предыдущая — «Израильские новости на русском языке. Седьмой канал». В настоящее время обновляется только «Израиль7».

## Вещание в Интернете
По-английски:
- Israel National Radio
- Видео
- Jukebox